# 제 개가 저의 숙제를 먹었어요

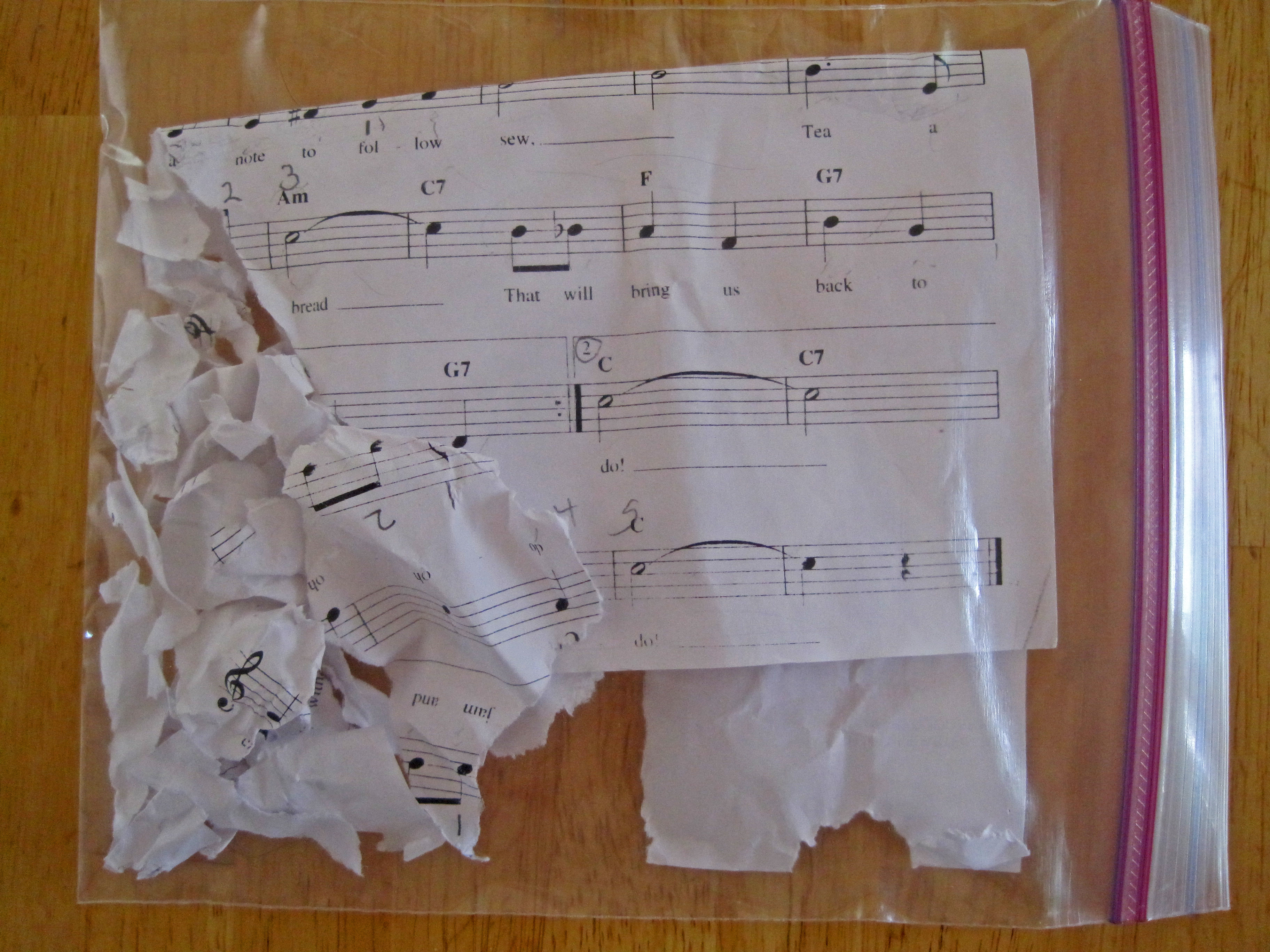
개가 부분적으로 먹은 것으로 알려진 음악 숙제

제 개가 저의 숙제를 먹었어요(영어: The dog ate my homework)는 학생들이 과제를 제때 제출하지 못한 것을 설명하기 위해 흔히 하는, 허술하게 생각한 변명임을 보여주는 영어 표현이다.